# 日光下的葡萄干
《日光下的葡萄干》（A Raisin in the Sun）是洛林·汉斯伯里的一部剧作，1959年在百老汇首次上演，标题来自兰斯顿·休斯的诗《哈莱姆》（Harlem）。
故事讲述的是一个黑人家庭在芝加哥南区的经历，涉及到当代的住宅区隔、种族歧视等问题，在当时和后世备受好评。1961年，它首次被改编成电影，后来又被多次改编。

## 剧情
沃尔特和露丝·杨格以及他们的儿子特拉维斯、沃尔特的妈妈莉娜和沃尔特的妹妹贝妮莎住在芝加哥南区一间破旧的两居室公寓里。沃尔特靠做豪华轿车司机勉强维持生计。尽管露丝对自己的生活很满意，但沃尔特却希望变得更加富有。他计划与熟人威利、波波合伙开一家卖酒的商店。
开场时，沃尔特的父亲刚刚去世，妈妈正在等待一张一万美元的人寿保险支票。沃尔特很想要这笔钱，但妈妈出于宗教原因反对喝酒，并决定买一座新房子。由于价格便宜，她选择了一个全白人社区，而非黑人社区。她最后还是心软了，把剩下的6,500美元交给沃尔特投资，并要他留下3,000美元用于贝妮莎的教育。
沃尔特把所有的钱都给了威利，威利卷款而逃，波波告知了沃尔特家这个坏消息。与此同时，他们计划搬到的社区的白人代表卡尔·林德纳出了一大笔钱要他们搬出去，以避免黑人引起的邻里关系紧张。沃尔特准备接受这笔钱来弥补损失。但莉娜说：虽然钱我们很想要，但如果一个人说我们没资格和他们走在同一片土地上，那我们就不该要他的钱。
同时，贝妮莎陷入了爱情的苦恼，在乔治·默奇森和约瑟夫·阿萨盖之间难以选择。乔治很富有且受过良好教育，代表“完全同化的黑人”，不承认自己的黑人出身，并展现出一副高人一等的姿态，嘲笑沃尔特。来自尼日利亚的约鲁巴人约瑟夫恰恰相反。
最后，贝妮莎同意考虑约瑟夫的求婚和一起去尼日利亚行医的邀请。沃尔特也逐渐认同了自己的黑人身份。该剧以一家人前往新家迎接不确定的未来结束。

### 历史背景
这部剧一部分情节来自现实，即1940年的汉斯伯里诉李案（Hansberry v. Lee, 311 US 32）。剧作家洛林·汉斯伯里的父亲卡尔是原告。卡尔·汉斯伯里在芝加哥白人为主的华盛顿公园分区（Washington Park Subdivision）从伯克一家人手里买了一套房子，后受到当地白人的敌视，并被要求搬出去。通过诉讼，法院判定卡尔胜诉。卡尔之所以能在这里买到房子，可能是受大萧条影响。当时白人买家对房屋的需求是如此之低，以至于他可能是唯一的买家。

## 百老汇演出

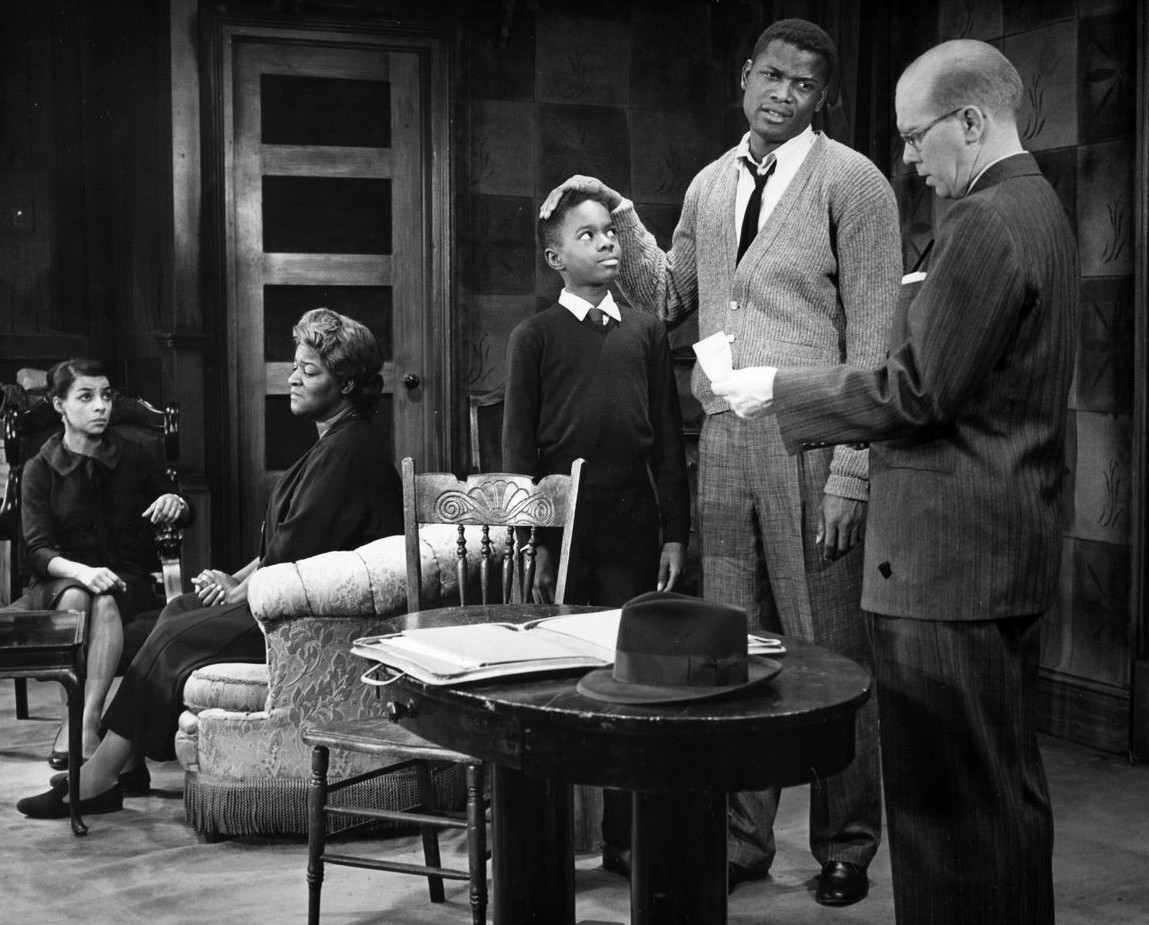
剧照

该剧在百老汇的几乎所有演员都是黑人，这在当时被视为一件很冒险的事。制作人菲利普·罗斯花了18个月才筹集到足够的启动资金。一开始排练时，中心人物选母亲还是儿子存在争议。当该剧在纽约上演时以儿子为重，并大受欢迎。
该剧于1959年3月11日在百老汇的埃塞尔·巴里摩尔剧院首演。1959年10月19日转移到贝拉斯科剧院，共演出530场后于1960年6月25日停演。该剧的导演是劳埃德·理查兹，首演阵容包括：
- 西德尼·波蒂埃——沃尔特·李·杨格
- 鲁比·迪伊——露丝·杨格
- 伊万·迪克森——约瑟夫·阿萨盖
- 隆纳·埃德三世——波波
- 约翰·菲德勒– 卡尔·林德纳
- 小路易斯·格塞特——乔治·默奇森
- 克劳迪娅·麦克尼尔——莉娜·杨格
- 戴安娜·桑兹——贝妮莎·杨格
- 格林·特曼——特拉维斯·杨格
- 艾德·豪尔——移动的人
- 道格拉斯·特纳——移动的人

因为预演时褒贬不一，汉斯伯里和制作人罗斯没想到该剧会大获成功。不过，尽管它赢得了大众和评论界的赞誉，但一部分评论家们还是觉得它不具有普世性。
《阳光下的葡萄干》是第一部由百老汇上演的黑人女性剧作，也是第一部由黑人导演的剧作。首演之夜，在多次谢幕后，观众要求作者现身，波蒂埃随即跳入观众席，将汉斯伯里拉上舞台，让她接受观众的掌声。
汉斯伯里的意图是向白人（百老汇的主要观众群体）介绍黑人的生活，而导演理查兹则发现它还吸引了大量黑人观众。弗兰克·里奇1983年在《纽约时报》上撰文称，《阳光下的葡萄干》“永远改变了美国戏剧”。
1960年，《阳光下的葡萄干》获得四项托尼獎提名：
- 最佳剧本——洛林·汉斯伯里编剧；菲利普·罗斯、大卫·J·科根制作
- 最佳男演员——西德尼·波蒂埃
- 戏剧类最佳女主角——克劳迪娅·麦克尼尔
- 最佳戏剧导演——劳埃德·理查兹

## 西区演出
在百老汇首演大约五个月后，汉斯伯里的戏剧出现在伦敦西区，从1959年8月4日起在阿德爾菲劇院演出。和百老汇一样，导演是劳埃德·理查兹，演员阵容如下：
- 金·汉密尔顿——露丝·杨格
- 约翰·阿丹——特拉维斯·杨格
- 厄尔·海曼——沃尔特·李·杨格
- 奥尔加·詹姆斯——贝内萨·杨格
- 胡安妮塔·摩尔——莉娜·杨格
- 巴里·约翰逊——约瑟夫·阿萨盖
- 斯科特·坎宁安——乔治·默奇森
- 梅雷迪思·爱德华兹——卡尔·林德纳
- 莱昂内尔·恩卡纳——波波

## 1961年电影
1961年，电影版的《阳光下的葡萄干》上映，由百老汇原班人马出演，丹尼尔·皮特里执导，由哥倫比亞影業发行，鲁比·迪伊获得了國家評論協會最佳女配角奖。普瓦捷和麦克尼尔都获得了金球奖提名，皮特里在戛纳电影节上获得了加里·库珀奖。
《日光下的葡萄干》电影版本来预定由戏剧原导演劳埃德·理查兹执导，但因为理查兹是黑人而落选。电影大获成功后，皮特里开启了他的电影导演生涯；而理查兹直到1995年才有机会再次执导电影。

## 其他版本

### 1973年音乐剧
该剧的音乐剧版《葡萄干》（Raisin）于1973年10月18日至1975年12月7日在百老汇上演，由汉斯伯里的前夫罗伯特·内米罗夫编剧，后获托尼奖最佳音乐剧奖。

### 1989年电视电影
1989年，该剧被PBS改编为《美国戏院》系列电视电影的一集，获得了三项艾美奖提名。

### 1996年BBC广播剧
1996年3月3日，BBC播出了由导演/制片人克莱尔·格罗夫制作的《日光下的葡萄干》。

### 2004年百老汇
2004年4月26日至2004年7月11日，百老汇在皇家剧院重演。该剧获得了两项托尼奖：最佳戏剧女演员奖（菲莉西亞·拉沙德）和最佳戏剧女演员奖（奥德拉·麦克唐纳），并获最佳复排戏剧奖和最佳戏剧女演员奖提名（萨娜·莱森）。

### 2008年电视电影
2008年，肯尼·莱昂执导了这部电视电影，采用2004年百老汇演出中的原班人马。这部电影在2008年圣丹斯电影节上首映。拉沙德和麦克唐纳因饰演莉娜和露丝而获得艾美奖提名。

### 2010年皇家交易所
2010年，迈克尔·布冯在曼彻斯特皇家交易所剧院执导了这部作品。

### 2014年百老汇
该剧于2014年4月3日至2014年6月15日在百老汇的埃塞尔巴里摩尔剧院再度上演，获三项托尼奖：最佳复排戏剧、最佳戏剧女配角（索菲·奥康内多）和最佳戏剧导演（肯尼·莱昂）。 

### 2016年BBC广播剧
2016年1月31日，BBC播出了导演/制片人宝林·哈里斯制作的新剧，恢复了其他旧版作品中删去的角色约翰逊夫人和一些删减场景。

## 关联作品
2010年布鲁斯·诺里斯的戏剧《克莱伯恩公园》（Clybourne Park）讲述了将房子卖给杨格家的白人家庭的故事。
2013年夸梅·奎-阿尔马（Kwame Kwei-Armah）的戏剧《Beneatha's Place》讲述了贝妮莎和阿萨盖前往尼日利亚后的故事。